# 威廉·格里菲斯 (植物学家)
威廉·格里菲斯（英語：William Griffith，1810年3月4日—1845年2月9日）为英国医生、博物学家及植物学家。